# Firstkalb

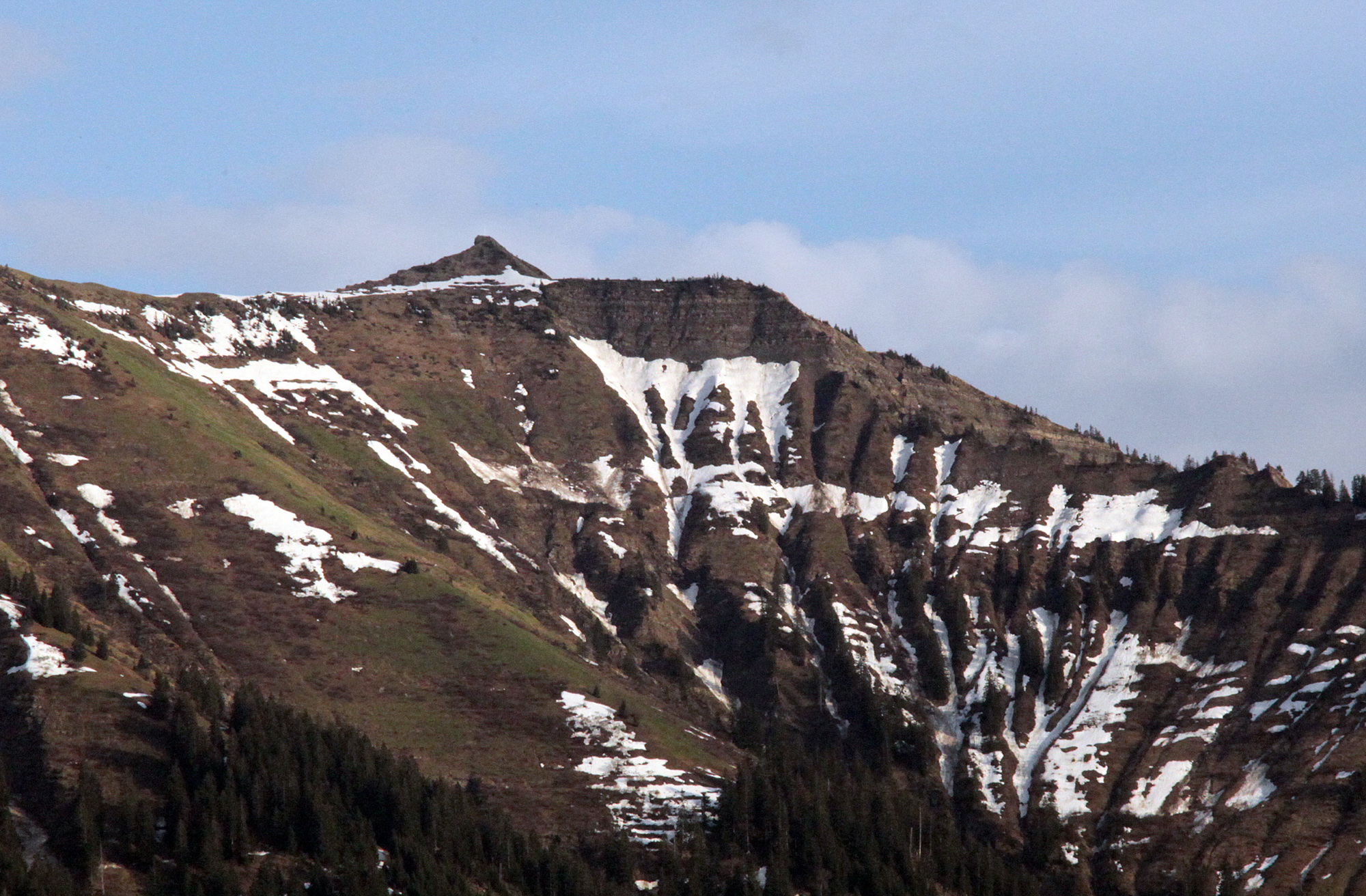
Nach dem strengen Winter 2013 war das Firstkalb Mitte Mai erkennbar.

Das Firstkalb (Firstkuh) ist ein durch Ausaperung entstehendes Schneebild in der vom Rheintal aus zu sehenden Bergkette des Dornbirner First, genauer gesagt im Westhang der Mörzelspitze.
Wenn im Frühling die Schneeschmelze einsetzt, halten sich in den Rinnen und Mulden der Bergkette First einige Schneefelder länger. Im Wechselspiel mit den ausgeaperten Hängen entsteht so ein Bild, das in Dornbirn Firstkalb genannt wird. Je nach Strenge des Winters und dem Ausmaß der Schneefälle variiert der Zeitpunkt, ab dem das Firstkalb erkennbar ist. 
In Dornbirn gilt das ausgeaperte Firstkalb als Indiz für den Spätfrühling und den Termin, ab dem man wieder ohne Schuhe (barfuß) laufen darf.